# Oceania (Album)
Oceania ist ein Album von The Smashing Pumpkins. Es ist als Teil des seit 2009 laufenden, 44 Songs umfassenden Projektes Teargarden by Kaleidyscope im Jahr 2012 veröffentlicht worden.

## Hintergrund
Mit dem Album wandte sich Billy Corgan von der Veröffentlichungsform der Downloads ab und wieder der eines Albums zu, von der er zuvor Abstand genommen habe, da sie nicht mehr zeitgemäß sei. Corgan bezeichnete Oceania auch als „Album innerhalb eines Albums“.

## Rezeption
Jakob Biazza schrieb im Magazin Focus, es handle sich um ein „gigantisches“ Album, das dem Rock „endlich den zeitgemäßen Habitus“ bringe. Er vergab neun von zehn Sternen. Sven Kabelitz von Laut.de bezeichnete das Album als „das beste Pumpkins-Album seit Adore“. Er lobte vor allem, dass statt „befehlserfüllender Arbeitskräfte“ eine „funktionierende Band“ zu hören sei. Die Redaktionswertung lag bei vier von fünf Sternen.

## Titelliste
1. Quasar
2. Panopticon
3. The Celestials
4. Violet Rays
5. My Love is Winter
6. One Diamond, One Heart
7. Pinwheels
8. Oceania
9. Pale Horse
10. The Chimera
11. Glissandra
12. Inkless
13. Wildflower